# Hương nhu trắng
Hương nhu trắng hay é lớn lá (danh pháp hai phần: Ocimum gratissimum) là loài thực vật thuộc chi Húng quế Ocimum. 
Tinh dầu hương nhu trắng chứa eugenol và có hoạt tính kháng khuẩn.
Ocimum gratissimum có các đơn vị dưới loài như sau:
- Ocimum gratissimum subsp. gratissimum - hương nhu trắng. Khu vực nhiệt đới và cận nhiệt đới của Cựu thế giới.
- Ocimum gratissimum subsp. iringense Ayob. ex A.J.Paton, Kew Bull. 47: 417 (1992). Tanzania.
- Ocimum gratissimum var. macrophyllum Briq., Bull. Herb. Boissier 2: 120 (1896) - é lá to. Châu Phi nhiệt đới và Đông Dương.[6]